# لی وینروت
لی وینروت (انگلیسی: Lee Winroth؛ زادهٔ ۲ سپتامبر ۱۹۹۸) بازیکن فوتبال اهل سوئد است.